# Francisco Rodríguez (ciclista)
Francisco Rodríguez (1906 — date de morte desconhecido) foi um ciclista olímpico argentino. Rodríguez representou sua nação nos Jogos Olímpicos de Verão de 1928, em Amsterdã.